# 吐鲁番地区
吐鲁番地区是中国新疆已经撤销的一个地区行政公署，为今天的地级吐鲁番市。1975年1月30日至2015年3月16日间存在。

## 历史
中华民国初年，吐鲁番仍沿袭清建置。民国二年（1913年），全国废厅。吐鲁番直隶厅废，置吐鲁番县，辖今吐鲁番市高昌区、托克逊县范围。同与鄯善县隶属新疆省迪化道（今乌鲁木齐）。民国九年（1920年），吐鲁番县、鄯善县属焉耆道。民国十七年（1928年），县公署改为县政府，县知事改为县长，县下设乡，改乡约为农官。民国十九年（1930年），置托克逊设治局。民国二十二年（1933年），推行县、区（乡）制。民国二十五年（1936年），置托克逊县。民国二十七年（1938年）后，吐鲁番、鄯善、托克逊三县先后隶属迪化行政区，迪化专区。民国三十三年（1944年），国民党政府推行乡（镇）、保（甲）制。民国三十八年（1949年），吐鲁番县共有3镇、9乡、68保、795甲；鄯善县2镇、5乡、24保、196甲；托克逊县1镇、3乡、20保，120甲。
1950年至1957年，吐鲁番、鄯善、托克逊三县隶属新疆省迪化专区（后改为乌鲁木齐专区）。1958年至1969年，三县属自治区直辖县。1970年至1974年，吐鲁番县、托克逊县隶属乌鲁木齐市。鄯善县隶属哈密地区。1975年7月，吐鲁番地区成立，辖吐鲁番、鄯善、托克逊三县，1984年12月，吐鲁番县改置为县级吐鲁番市。2015年，撤销吐鲁番地区，设立地级吐鲁番市，县级吐鲁番市改为吐鲁番市高昌区。